# Therblig

Los 18 therbligs.

Los Therbligs son los diecisiete movimientos en los que se puede subdividir cualquier tarea laboral para estudiar la productividad motriz de un operador en su estación de trabajo. Esta clasificación fue desarrollada por los psicólogos industriales Frank Bunker Gilbreth y Lillian Moller Gilbreth a principios del siglo XX.
La palabra Therblig es una derivación del apellido de sus fundadores, Gilbreth, invirtiéndolo salvo por mantener “Th” como sus iniciales. Ambos, reconocidos como exitosos y un tanto excéntricos psicólogos industriales, fueron pioneros en su campo y desarrollaron el estudio de tiempos y movimientos.
Una vez se le otorgue una tarea al operador esta puede ser analizada y dividida en los Therbligs necesarios para ser completada. Los Therbligs se dividen en dos ramas: los efectivos y los inefectivos. Los efectivos agregan un valor a cualquier operación, mientras que los inefectivos sólo agregan costos.
La importancia de su estudio se ve primordialmente reflejada en los procesos industriales que requieran de alto número de repetición. En el diseño del trabajo lo más importante es que cada acción que lleve a cabo la empresa o industria brinde algún valor agregado al proceso. Por tanto el objetivo de cualquier industria es eliminar cualquier Therblig inefectivo que se encuentre en uso y, de esta forma, mejorar su productividad.
Después de dividir la operación en el número de Therbligs necesarios es importante determinar los tipos de Therbligs con los que se hayan estado trabajando, los efectivos y los inefectivos. Una vez determinados los Therbligs lo usual sería realizar un mapa de operaciones que indique el flujo de procesos que existe en la industria. Posteriormente se analiza la información, se busca la pronta y posible eliminación de los Therbligs inefectivos y, de ser necesario, se busca una forma de rediseñar el proceso, recordando que el máximo objetivo de este estudio es el encontrar las condiciones más adecuadas para lograr maximizar la productividad.

## Los movimientos básicos elementales
Un movimiento elemental básico es el conjunto de los movimientos requeridos para que un trabajador complete una tarea manual, operación o tarea. 
Estos han sufrido muy pocos cambios con el tiempo. En sus inicios se trataba de sólo 16 movimientos. Actualmente, la cultura hispano hablante maneja 17 Therbligs mientras que en los países de habla inglesa se manejan 18. El término Find es la única diferencia: en español el Therblig Buscar implica también el Encontrar o Find. 

### Therbligs eficientes
1. Alcanzar: Mover la mano o el cuerpo hacia un objeto.
2. Tomar: Agarrar el objeto correcto en cuestión.
3. Mover: Transportar un objeto de un lugar a otro.
4. Precolocar en posición: Poner el objeto en posición para ser utilizado.
5. Ensamblar: Unir dos o más piezas.
6. Desensamblar: Separar piezas previamente ensambladas.
7. Usar: Aplicar un objeto para su propósito específico.
8. Soltar: Dejar de sujetar un objeto.

### Therbligs ineficientes
1. Buscar: Localizar un objeto en el espacio de trabajo.
2. Seleccionar: Elegir entre dos o más objetos similares.
3. Inspeccionar: Comparar la actividad con un patrón o estándar.
4. Planear: Detenerse para determinar los pasos a seguir.
5. Sostener: Sujetar un objeto sin aplicarle ninguna otra acción.
6. Colocar en posición: Poner el objeto en un lugar específico correcto para su uso.
7. Demora inevitable: Interrupción del trabajo que no se puede evitar.
8. Demora evitable: Interrupción causada por el operario.
9. Descanso: Pausa para la reposición de la fatiga.